# Atletismo nos Jogos Pan-Americanos de 2007 - Arremesso de peso masculino
O arremesso de peso masculino foi um dos eventos do atletismo nos Jogos Pan-Americanos de 2007, no Rio de Janeiro. A prova foi disputada no Estádio Olímpico João Havelange no dia 24 de julho com 13 atletas de 10 países.

## Medalhistas
| Ouro   | CAN Dylan Armstrong |
| Prata  | JAM Dorian Scott    |
| Bronze | CUB Carlos Veliz    |

## Recordes
Recordes mundiais e pan-Americanos antes da disputa dos Jogos Pan-Americanos de 2007.
| Tipo                             | Atleta        | Distância | Local         | Data                |
| -------------------------------- | ------------- | --------- | ------------- | ------------------- |
|                                  | Randy Barnes  | 23,12 m   | Westwood      | 20 de maio de 1990  |
| Recorde dos Jogos Pan-Americanos | Michael Hoffa | 20,95 m   | Santo Domingo | 5 de agosto de 2003 |

## Resultados

### Final
A final do lançamento de peso masculino foi disputada em 24 de julho as 18:35 (UTC-3).
| Pos.              | Atleta                | País               | 1     | 2     | 3     | 4     | 5     | 6     | Result. |
| ----------------- | --------------------- | ------------------ | ----- | ----- | ----- | ----- | ----- | ----- | ------- |
| Medalha de ouro   | Dylan Armstrong       | CAN Canadá         | 19.81 | 20.10 | X     | 20.05 | X     | X     | 20.10 m |
| Medalha de prata  | Dorian Scott          | JAM Jamaica        | 19.63 | 20.06 | 20.02 | 19.95 | 20.00 | 19.59 | 20.06 m |
| Medalha de bronze | Carlos Veliz          | CUB Cuba           | 19.20 | 18.32 | 19.03 | 19.75 | 19.36 | 19.32 | 19.75 m |
| 4                 | Garrett Johnson       | USA Estados Unidos | 18.76 | 18.72 | 19.67 | X     | X     | X     | 19.67 m |
| 5                 | Germán Lauro          | ARG Argentina      | 19.44 | 19.43 | X     | 19.49 | X     | X     | 19.49 m |
| 6                 | Marco Antonio Verni   | CHI Chile          | 18.54 | X     | 18.42 | 17.93 | X     | 18.09 | 18.54 m |
| 7                 | Alexis Paumier        | CUB Cuba           | 18.14 | 18.32 | X     | X     | 18.47 | X     | 18.47 m |
| 8                 | Yojer Medina          | VEN Venezuela      | 17.69 | 18.10 | 17.97 | X     | 18.02 | X     | 18.10 m |
| 9                 | Carlos García Córdoba | COL Colômbia       | 17.61 | 17.26 | 16.40 |       |       |       | 17.61 m |
| 10                | Ronald Julião         | BRA Brasil         | 16.72 | 17.31 | X     |       |       |       | 17.31 m |
| 11                | Gustavo Mendonça      | BRA Brasil         | 16.49 | 17.27 | 16.75 |       |       |       | 17.27 m |
| 12                | Kimani Kirton         | JAM Jamaica        | 16.74 | 16.69 | X     |       |       |       | 16.74 m |
| 13                | Tyron Benjamin        | DMA Dominica       | 16.29 | 16.64 | X     |       |       |       | 16.64 m |